# Успенка (Абанский район)
Успенка — деревня в Абанском районе Красноярского края России. Входит в состав Устьянского сельсовета.

## История
Деревня Успенка (Чёрное озеро) была основана в 1899 году. По данным 1926 года в деревне имелось 94 хозяйства и проживало 459 человек (в основном — русские). Административно Успенка являлась центром сельсовета Устьянского района Канского округа Сибирского края.

## География
Деревня находится в восточной части Красноярского края, на правом берегу реки Истра (правый приток реки Усолка), на расстоянии приблизительно 11 километров (по прямой) к юго-западу от посёлка Абан, административного центра района. К югу от деревни расположены озёра Большое и Ключевое, к югу-западу — озеро Нижнее. Абсолютная высота — 240 метров над уровнем моря.

## Население
| 1926 | 1989 | 2002 | 2010 |
| ---- | ---- | ---- | ---- |
| 459  | ↘315 | ↘309 | ↘218 |

Гендерный состав
По данным Всероссийской переписи населения 2010 года 113 мужчин и 105 женщин из 218 чел.
Национальный состав
Согласно результатам переписи 2002 года, в национальной структуре населения русские составляли 94 %.

## Инфраструктура
В деревне функционируют фельдшерско-акушерский пункт и библиотека.

## Улицы
Уличная сеть деревни состоит из двух улиц (ул. Новая и ул. Центральная).